# Roger Verhaeghe
Roger Verhaeghe (Oostende, 1933. augusztus 13. – 2012. június 18.) belga nemzetközi labdarúgó-játékvezető.

## Pályafutása

### Labdarúgóként
Az Anderlecht-Standard csapatával nemzeti bajnokságot szerzett.

### Labdarúgó-játékvezetőként

#### Nemzeti játékvezetés
1976-ban lett az I. Liga játékvezetője.

##### Nemzeti kupamérkőzések
Vezetett Kupa-döntők száma: 1.

###### Belga Kupa
| Időpont          | Helyszín                          | Mérkőzés típusa | Mérkőzés                   | Eredmény | Nézők száma |
| ---------------- | --------------------------------- | --------------- | -------------------------- | -------- | ----------- |
| 1983. június 11. | Koning Boudewijnstadion, Brüsszel | döntő           | KSK Beveren–Club Brugge KV | 3 – 1    | 45 000      |

#### Nemzetközi játékvezetés
A Belga labdarúgó-szövetség Játékvezető Bizottsága (JB) terjesztette fel nemzetközi játékvezetőnek, a Nemzetközi Labdarúgó-szövetség (FIFA) 1979-től tartotta nyilván bírói keretében. Több nemzetek közötti válogatott és klubmérkőzést vezetett, vagy működő társának partbíróként segített. Az aktív nemzetközi játékvezetéstől 1982-ben búcsúzott. Válogatott mérkőzéseinek száma: 2.

## Sportvezetőként
A belga Játékvezető Bizottság ragja lett.

## Magyar vonatkozás
| Időpont         | Helyszín                 | Mérkőzés típusa              | Mérkőzés                   | Eredmény | Nézők száma |
| --------------- | ------------------------ | ---------------------------- | -------------------------- | -------- | ----------- |
| 1982 október 6. | Parc des Princes, Párizs | felkészülési (570. mérkőzés) | Franciaország–Magyarország | 1 – 0    | 15 000      |